# Manatsu no Sounds good!
„Manatsu no Sounds good!” (jap. 真夏のSounds good!) – dwudziesty szósty singel japońskiego zespołu AKB48, wydany w Japonii 23 maja 2012 roku przez You! Be Cool.
Singel został wydany w pięciu edycjach: dwóch regularnych i dwóch limitowanych (Type A, Type B) oraz „teatralnej” (CD). Pierwsza edycja regularna zawierała dodatkowo kartę do głosowania na członkinie mające pojawić się w kolejnym singlu. Osiągnął 1 pozycję w rankingu Oricon i pozostał na liście przez 29 tygodni, sprzedał się w nakładzie 1 822 220 egzemplarzy. Singel zdobył status podwójnej płyty Milion.

## Lista utworów
Wszystkie utwory zostały napisane przez Yasushiego Akimoto.

### Type A
| CD  | | | |      |
| Nr  | Tytuł | Kompozycja | Aranżacja | Czas |
| 1.  | „Manatsu no Sounds good!” (jap. 真夏のSounds good!)                                                                                                   | Yoshimasa Inoue | Yoshimasa Inoue | 4:35 |
| 2.  | „Mitsu no namida” (jap. 3つの涙) (wyk. Special Girls)                                                                                                 | Masazumi Ozawa | Yūichi "Masa" Nonaka | 4:30 |
| 3.  | „Chōdai, Darling!” (jap. ちょうだい、ダーリン!) | Fumio | Yūichi "Masa" Nonaka | 4:41 |
| 4.  | „Manatsu no Sounds good!” (jap. 真夏のSounds good!) (off vocal version)                                                                               | Yoshimasa Inoue | Yoshimasa Inoue | 4:35 |
| 5.  | „Mitsu no namida” (jap. 3つの涙) (off vocal version)                                                                                                  | Masazumi Ozawa | Yūichi "Masa" Nonaka | 4:30 |
| 6.  | „Chōdai, Darling!” (jap. ちょうだい、ダーリン!) (off vocal version)                                                                                   | Fumio | Yūichi "Masa" Nonaka | 4:41 |
| DVD | | | |      |
| Nr  | Tytuł | Tytuł | Tytuł | Czas |
| 1.  | „Manatsu no Sounds good!” (jap. 真夏のSounds good!) (Music Video)                                                                                     | „Manatsu no Sounds good!” (jap. 真夏のSounds good!) (Music Video)                                                                                     | „Manatsu no Sounds good!” (jap. 真夏のSounds good!) (Music Video)                                                                                     |      |
| 2.  | „Manatsu no Sounds good!” (jap. 真夏のSounds good!) (Music Video -Dance ver.-)                                                                        | „Manatsu no Sounds good!” (jap. 真夏のSounds good!) (Music Video -Dance ver.-)                                                                        | „Manatsu no Sounds good!” (jap. 真夏のSounds good!) (Music Video -Dance ver.-)                                                                        |      |
| 3.  | „Mitsu no namida” (jap. 3つの涙) (Music Video) | „Mitsu no namida” (jap. 3つの涙) (Music Video) | „Mitsu no namida” (jap. 3つの涙) (Music Video) |      |
| 4.  | „Chōdai, Darling!” (jap. ちょうだい、ダーリン!) (Music Video)                                                                                         | „Chōdai, Darling!” (jap. ちょうだい、ダーリン!) (Music Video)                                                                                         | „Chōdai, Darling!” (jap. ちょうだい、ダーリン!) (Music Video)                                                                                         |      |
| 5.  | „AKB48 27th Single senbatsu sōsenkyo shutsuba Member Profile eizō <Type-A>” (jap. AKB48 27thシングル 選抜総選挙 出馬メンバープロフィール映像<Type-A>) | „AKB48 27th Single senbatsu sōsenkyo shutsuba Member Profile eizō <Type-A>” (jap. AKB48 27thシングル 選抜総選挙 出馬メンバープロフィール映像<Type-A>) | „AKB48 27th Single senbatsu sōsenkyo shutsuba Member Profile eizō <Type-A>” (jap. AKB48 27thシングル 選抜総選挙 出馬メンバープロフィール映像<Type-A>) |      |

### Type B
| CD  | | | |      |
| Nr  | Tytuł | Kompozycja | Aranżacja | Czas |
| 1.  | „Manatsu no Sounds good!” (jap. 真夏のSounds good!)                                                                                                   | Yoshimasa Inoue | Yoshimasa Inoue | 4:35 |
| 2.  | „Mitsu no namida” (jap. 3つの涙) (wyk. Special Girls)                                                                                                 | Masazumi Ozawa | Yūichi "Masa" Nonaka | 4:30 |
| 3.  | „Gugutasu no sora” (jap. ぐぐたすの空) | Kōshun Maemura | Yūichi "Masa" Nonaka | 4:13 |
| 4.  | „Manatsu no Sounds good!” (jap. 真夏のSounds good!) (off vocal ver.)                                                                                  | Yoshimasa Inoue | Yoshimasa Inoue | 4:35 |
| 5.  | „Mitsu no namida” (jap. 3つの涙) (off vocal ver.) | Masazumi Ozawa | Yūichi "Masa" Nonaka | 4:30 |
| 6.  | „Gugutasu no sora” (jap. ぐぐたすの空) (off vocal ver.)                                                                                               | Kōshun Maemura | Yūichi "Masa" Nonaka | 4:13 |
| DVD | | | |      |
| Nr  | Tytuł | Tytuł | Tytuł | Czas |
| 1.  | „Manatsu no Sounds good!” (jap. 真夏のSounds good!) (Music Video)                                                                                     | „Manatsu no Sounds good!” (jap. 真夏のSounds good!) (Music Video)                                                                                     | „Manatsu no Sounds good!” (jap. 真夏のSounds good!) (Music Video)                                                                                     |      |
| 2.  | „Manatsu no Sounds good!” (jap. 真夏のSounds good!) (Music Video -Dance ver.-)                                                                        | „Manatsu no Sounds good!” (jap. 真夏のSounds good!) (Music Video -Dance ver.-)                                                                        | „Manatsu no Sounds good!” (jap. 真夏のSounds good!) (Music Video -Dance ver.-)                                                                        |      |
| 3.  | „Mitsu no namida” (jap. 3つの涙) (Music Video) | „Mitsu no namida” (jap. 3つの涙) (Music Video) | „Mitsu no namida” (jap. 3つの涙) (Music Video) |      |
| 4.  | „Gugutasu no sora” (jap. ぐぐたすの空) (Music Video)                                                                                                  | „Gugutasu no sora” (jap. ぐぐたすの空) (Music Video)                                                                                                  | „Gugutasu no sora” (jap. ぐぐたすの空) (Music Video)                                                                                                  |      |
| 5.  | „AKB48 27th Single senbatsu sōsenkyo shutsuba Member Profile eizō <Type-B>” (jap. AKB48 27thシングル 選抜総選挙 出馬メンバープロフィール映像<Type-B>) | „AKB48 27th Single senbatsu sōsenkyo shutsuba Member Profile eizō <Type-B>” (jap. AKB48 27thシングル 選抜総選挙 出馬メンバープロフィール映像<Type-B>) | „AKB48 27th Single senbatsu sōsenkyo shutsuba Member Profile eizō <Type-B>” (jap. AKB48 27thシングル 選抜総選挙 出馬メンバープロフィール映像<Type-B>) |      |

### Wer. teatralna
| CD |                                                                         |                  |                      |      |
| Nr | Tytuł                                                                   | Kompozycja       | Aranżacja            | Czas |
| 1. | „Manatsu no Sounds good!” (jap. 真夏のSounds good!)                     | Yoshimasa Inoue  | Yoshimasa Inoue      | 4:35 |
| 2. | „Mitsu no namida” (jap. 3つの涙) (wyk. Special Girls)                   | Masazumi Ozawa   | Yūichi "Masa" Nonaka | 4:30 |
| 3. | „Kimi no tame ni boku wa...” (jap. 君のために僕は…)                     | Ritsuko Miyajima | Yūichi "Masa" Nonaka | 5:08 |
| 4. | „Manatsu no Sounds good!” (jap. 真夏のSounds good!) (off vocal version) | Yoshimasa Inoue  | Yoshimasa Inoue      | 4:35 |
| 5. | „Mitsu no namida” (jap. 3つの涙) (off vocal version)                    | Masazumi Ozawa   | Yūichi "Masa" Nonaka | 4:30 |
| 6. | „Kimi no tame ni boku wa...” (jap. 君のために僕は…) (off vocal version) | Ritsuko Miyajima | Yūichi "Masa" Nonaka | 5:08 |

## Skład zespołu
| „Manatsu no Sounds good!” |
| --- |
| - Team A: Atsuko Maeda (środek), Asuka Kuramochi, Haruna Kojima, Rino Sashihara, Mariko Shinoda, Aki Takajō, Minami Takahashi - Team K: Tomomi Itano, Yūko Ōshima, Minami Minegishi, Sae Miyazawa, Yui Yokoyama - Team B: Tomomi Kasai, Yuki Kashiwagi, Rie Kitahara, Mayu Watanabe - Team 4: Maria Abe, Miori Ichikawa, Anna Iriyama, Haruka Shimazaki, Haruka Shimada, Miyu Takeuchi, Suzuran Yamauchi, Karen Iwata, Rena Katō, Rina Kawaei, Juri Takahashi - SKE48 Team S / AKB48 Team K: Jurina Matsui - SKE48 Team S: Yuria Kizaki, Rena Matsui - SKE48 Team KII: Akane Takayanagi - SKE48 Team E: Kanon Kimoto - NMB48 Team N / AKB48 Team B: Miyuki Watanabe - NMB48 Team N: Sayaka Yamamoto - NMB48 Team M: Eriko Jō - HKT48 Team H: Haruka Kodama |

| „Mitsu no namida” |
| --- |
| - Team A: Misaki Iwasa, Aika Ōta, Shizuka Ōya, Chisato Nakata, Sayaka Nakaya, Ami Maeda, Natsumi Matsubara - Team K: Sayaka Akimoto, Mayumi Uchida, Ayaka Umeda, Ayaka Kikuchi, Tomomi Nakatsuka, Moeno Nitō, Misato Nonaka - Team B: Kana Kobayashi, Mika Komori, Amina Satō, Sumire Satō, Natsuki Satō, Mariya Suzuki, Rina Chikano, Yuka Masuda, Miho Miyazaki - Team 4: Mina Ōba, Yūka Tano, Mariko Nakamura, Mariya Nagao - Kenkyūsei: Rina Izuta, Miyū Ōmori, Natsuki Kojima, Marina Kobayashi, Erena Saeed Yokota, Yukari Sasaki, Wakana Natori, Rina Hirata, Nana Fujita, Tomu Mutō, Ayaka Morikawa |

| „Chōdai, Darling!” |
| --- |
| - Team A: Atsuko Maeda (środek), Rino Sashihara, Mariko Shinoda, Minami Takahashi - Team K: Tomomi Itano, Yūko Ōshima - Team B: Kashiwagi Yuki, Mayu Watanabe - Team 4: Rena Katō, Haruka Shimazaki |

| „Gugutasu no sora” |
| --- |
| - Team A: Haruka Katayama, Asuka Kuramochi, Aki Takajō, Haruka Nakagawa - Team K: Miku Tanabe, Reina Fujie, Sakiko Matsui, Yui Yokoyama - Team B: Haruka Ishida (środek), Rie Kitahara, Shihori Suzuki - Team 4: Shiori Nakamata - SKE48 Team S: Rena Matsui - SKE48 Kenkyūsei: Kaori Matsumura - NMB48 Team N: Yūki Yamaguchi, Sayaka Yama |

| „Kimi no tame ni boku wa...” |
| --- |
| - Team A: Misaki Iwasa - Team K: Yūko Ōshima (środek), Sae Miyazawa, Yui Yokoyama - Team B: Yuki Kashiwagi, Rie Kitahara, Mayu Watanabe - Team 4: Mariya Nagao |

## Notowania
| Lista                                      | Pozycja |
| ------------------------------------------ | ------- |
| Oricon Weekly Singles Chart                | 1       |
| Oricon Yearly Singles Chart                | 1       |
| Billboard Japan Hot 100                    | 1       |
| Billboard Japan Hot Singles Sales          | 1       |
| Billboard Japan Hot Top Airplay            | 1       |
| Billboard Japan Adult Contemporary Airplay | 12      |

## Nagrody
- 2012: 54. Japan Record Awards – „Grand Prix”[8]

## Wersja JKT48
Grupa JKT48 wydała własną wersję piosenki jako czwarty singel, pt. Manatsu no Sounds Good! – Musim Panas Sounds Good!. Ukazał się 26 listopada 2013 roku w dwóch edycjach: regularnej (CD+DVD) i „teatralnej” (CD).

### Lista utworów
Wer. regularna
| CD  |                                                                       |                                                           |      |
| Nr  | Tytuł                                                                 | Oryginalna piosenka                                       | Czas |
| 1.  | „Manatsu no Sounds Good! – Musim Panas Sounds Good!”                  | „Manatsu no Sounds good!”                                 |      |
| 2.  | „BINGO!”                                                              | „BINGO!”                                                  |      |
| 3.  | „Kimi to Boku no Kankei – Hubungan Kau Dan Aku”                       | „Kimi to boku no kankei”                                  |      |
| 4.  | „Manatsu no Sounds Good! – Summer Love Sounds Good!” (wer. angielska) | „Manatsu no Sounds good!”                                 |      |
| DVD |                                                                       |                                                           |      |
| Nr  | Tytuł                                                                 | Tytuł                                                     | Czas |
| 1.  | „Manatsu no Sounds Good!” (Music Video)                               | „Manatsu no Sounds Good!” (Music Video)                   |      |
| 2.  | „Manatsu no Sounds Good!” (Music Video Behind The Scenes)             | „Manatsu no Sounds Good!” (Music Video Behind The Scenes) |      |

Wer. „teatralna”
| Nr | Tytuł                                                | Oryginalna piosenka       | Czas |
| -- | ---------------------------------------------------- | ------------------------- | ---- |
| 1. | „Manatsu no Sounds Good! – Musim Panas Sounds Good!” | „Manatsu no Sounds good!” |      |
| 2. | „BINGO!”                                             | „BINGO!”                  |      |
| 3. | „Kimi to Boku no Kankei – Hubungan Kau Dan Aku”      | „Kimi to boku no kankei”  |      |

## Wersja SNH48
Grupa SNH48 wydała własną wersję piosenki, zatytułowaną Manatsu no Sounds good! (chiń. 盛夏好声音; pinyin Shèngxià hǎo shēngyīn) (15.05.2015), jako ósmy minialbum. Ukazał się 15 maja 2015 roku w dwóch edycjach: CD oraz CD+DVD

### Lista utworów
| CD  |                                                               |                                |                                |  |
| Nr  | Tytuł                                                         | Oryginalna piosenka            | Czas                           |  |
| 1.  | „Manatsu no Sounds good!” (chn. 盛夏好声音)                   | „Manatsu no Sounds good!”      |                                |  |
| 2.  | „Kurumi to Dialogue” (chn. 自我主张) (wyk. Team SII)          | „Kurumi to Dialogue”           |                                |  |
| 3.  | „Kiss made Countdown” (chn. 亲吻进行式) (wyk. Team NII)       | „Kiss made Countdown”          |                                |  |
| 4.  | „Kaisoku to dōtai shiryoku” (chn. 眼神加速度) (wyk. Team HII) | „Kaisoku to dōtai shiryoku”    |                                |  |
| 5.  | „Seijun Philosophy” (chn. 清纯哲学) (wyk. Team X)             | „Seijun Philosophy”            |                                |  |
| 6.  | „Manatsu no Sounds good!” (off-vocal)                         | „Manatsu no Sounds good!”      |                                |  |
| 7.  | „Kurumi to Dialogue” (off-vocal)                              | „Kurumi to Dialogue”           |                                |  |
| 8.  | „Kiss made Countdown” (off-vocal)                             | „Kiss made Countdown”          |                                |  |
| 9.  | „Kaisoku to dōtai shiryoku” (off-vocal)                       | „Kaisoku to dōtai shiryoku”    |                                |  |
| 10. | „Seijun Philosophy” (off-vocal)                               | „Seijun Philosophy”            |                                |  |
| DVD |                                                               |                                |                                |  |
| Nr  | Tytuł                                                         | Tytuł                          | Czas                           |  |
| 1.  | „Manatsu no Sounds good!” (MV)                                | „Manatsu no Sounds good!” (MV) | „Manatsu no Sounds good!” (MV) |  |